# 卡沃薩湖市
卡沃薩湖市（英語：City of Kawartha Lakes）是加拿大安大略省南部一個單層次自治區，西南臨杜林區，西北鄰錫姆科縣和馬斯科卡區，東北接哈利伯頓縣，東面則與彼得堡縣為鄰。此行政區雖然建制為城市，但大致呈鄉郊風貌；其覆蓋面積更達3083.06平方公里，與安大略省一般縣級政區相若。據2011年人口普查所示，卡沃薩湖市有73214名居民。
卡沃薩湖市的前身是維多利亞縣（Victoria County），1862年脫離彼得堡縣而成。1990年代末，安省政府改革其轄下的地方行政區，決定取消維多利亞縣轄下的村鎮地方建制，並將之改制為一個單層次自治區。維多利亞縣於2001年1月1日正式改設為卡沃薩湖市。

## 外部連結
- （英文）卡沃薩湖市官方網站（页面存档备份，存于）